# 山古志村

長岡市における平成の大合併。当村は南東部に位置する。

山古志村（やまこしむら）は、新潟県の中越地方に位置した村。2000年の長岡市への通勤率は20.1%（平成12年国勢調査）。2005年4月1日に長岡市に編入合併された。

## 概要
江戸時代初頭に「山二十村」、「山六ケ村」と呼ばれていた村々が1800年代に入り、総称して山古志の名で呼ばれるようになったとされる。古くは1824年の記録にて山古志村々との表記を公式文書に確認することができる。「山古志」という呼称の由来としては、信濃川右岸一帯を指した古志郡のうち、山に当たる地域であったことが挙げられると日本地名研究所の所長を務めた谷川彰英が指摘している。
1956年、昭和の大合併により山古志村が誕生した。
1970年代から民俗学者の宮本常一が村おこしを手伝い、丘陵地の斜面に広がる森林と棚田、ニシキゴイの養殖、そして「牛の角突き」と呼ばれる闘牛など「日本の原風景が残る村」を観光資源としてPRしていた。
2003年3月から9月にかけて放映されたNHK朝の連続テレビ小説『こころ』の舞台にもなった。
2001年1月に素案が示された新潟県の「市町村合併促進要綱」で、長岡市への合併案が示され、2004年9月9日に合併協定に調印した。2005年4月1日に合併が成立し、合併後の地名表記は「古志」となっていたが、中越地震を受けて「山古志」を残す方向性となった。詳細は山古志を参照。
2004年10月23日に発生した新潟県中越地震により甚大な被害を受けた。村役場（現山古志支所）に設置されていた震度計が激しい揺れで壊れたため具体的な震度は不明だが、地震発生前の風景は地震に伴う土砂崩れなどで著しく崩落し、その姿を大きく変えた。また村域に通じるすべての道路が寸断されたため孤立し、村は全村民に対し避難指示を出し、26日までに隣接する長岡市など（大半が長岡ニュータウン内の仮設住宅）での避難生活を余儀なくされた。避難指示は長岡市への編入合併後の2007年4月1日にほぼ全域で解除されたが、震災以降に地域外へ生活拠点を移した世帯が多く、域内の高齢化が深刻化しつつある。

## 地理
- 山：金倉山
- 河川：芋川
- 湖沼：小規模な沼がいくつか点在する。

### 隣接していた自治体
- 長岡市
- 栃尾市
- 小千谷市
- 魚沼市

## 歴史

### 行政区域の変遷
- 1956年（昭和31年）
  - 3月31日 - 種苧原村・太田村・竹沢村・東竹沢村が合併し、山古志村が発足。
  - 9月1日 - 蓬平、濁沢、竹之高地地域が分離され長岡市に編入される[9]。
  - 10月1日 - 芋川地域が北魚沼郡広神村に編入される[9]。
- 2005年（平成17年） 4月1日 - 長岡市に編入合併。

### 出来事
- 1964年（昭和39年） 8月 - 錦鯉競売施設完成。
- 1975年（昭和50年） 5月2日 - 闘牛場完成[10]。
- 1978年（昭和53年）
  - 5月1日 - 梶金、種苧原にバス路線開設[11]。
  - 5月24日 - 牛の角突き、国重要無形民俗文化財に指定される[11]。
  - 6月 - 集中豪雨により村内各地で崖崩れ発生[12]。
  - 8月 - 錦鯉総合センター竣工[13][14]。
- 1980年（昭和55年） - 虫亀で地すべり発生[15][16]。
- 1981年（昭和56年） - 五六豪雪。村内の桂谷で積雪502 cm、種苧原で積雪610 cmを観測[17]。
- 1984年（昭和59年）7月2日 - 村役場新庁舎[18]、村民会館、診療所[19]供用開始。
- 2004年（平成16年）
  - 10月23日 - 新潟県中越地震により甚大な被害を受け、全村民が26日までに隣接する長岡市など（大半が長岡ニュータウン内の仮設住宅）へ避難。
  - 11月6日 - 天皇・皇后（現・上皇・上皇后）、被災地を上空から視察、避難所で被災者を見舞う[20]。
- 2005年（平成17年）
  - 3月21日 - 避難先の長岡市で閉村式を行う。
  - 3月22日 - 村役場長岡事務所を、同市青葉台の長岡ニュータウンセンタービルへ移転。
  - 4月1日 - 中之島町・越路町・三島町・小国町とともに長岡市に編入合併。旧村域は「山古志地域」となり、旧村役場に市役所山古志支所が開設された。

合併後の歴史については山古志 (長岡市)#歴史を参照。

## 人口
山古志村（に相当する地域）の人口推移（国勢調査に基づく、ただし1950年以前は推定値)
| \| 1920年（大正9年） \| 5,896人 \| \| \| 1925年（大正14年） \| 6,015人 \| \| \| 1930年（昭和5年） \| 5,910人 \| \| \| 1935年（昭和10年） \| 5,801人 \| \| \| 1940年（昭和15年） \| 5,737人 \| \| \| 1947年（昭和22年） \| 6,814人 \| \| \| 1950年（昭和25年） \| 6,694人 \| \| \| 1950年（昭和25年） \| 6,463人 \| \| \| 1955年（昭和30年） \| 6,465人 \| \| \| 1960年（昭和35年） \| 6,016人 \| \| \| 1965年（昭和40年） \| 5,286人 \| \| \| 1970年（昭和45年） \| 4,446人 \| \| \| 1975年（昭和50年） \| 3,896人 \| \| \| 1980年（昭和55年） \| 3,508人 \| \| \| 1985年（昭和60年） \| 3,219人 \| \| \| 1990年（平成2年） \| 2,867人 \| \| \| 1995年（平成7年） \| 2,523人 \| \| \| 2000年（平成12年） \| 2,222人 \| \| \| 2005年（平成17年） \| 10人 \| \| \| 2010年（平成22年） \| 1,181人 \| \| \| 2015年（平成27年） \| 1,002人 \| \| \| 2020年（令和2年） \| 809人 \| \| |         |  |
| 出典：総務省統計局 e-Stat / 国勢調査 |         |  |
| 1920年（大正9年） | 5,896人 |  |
| 1925年（大正14年） | 6,015人 |  |
| 1930年（昭和5年） | 5,910人 |  |
| 1935年（昭和10年） | 5,801人 |  |
| 1940年（昭和15年） | 5,737人 |  |
| 1947年（昭和22年） | 6,814人 |  |
| 1950年（昭和25年） | 6,694人 |  |
| 1950年（昭和25年） | 6,463人 |  |
| 1955年（昭和30年） | 6,465人 |  |
| 1960年（昭和35年） | 6,016人 |  |
| 1965年（昭和40年） | 5,286人 |  |
| 1970年（昭和45年） | 4,446人 |  |
| 1975年（昭和50年） | 3,896人 |  |
| 1980年（昭和55年） | 3,508人 |  |
| 1985年（昭和60年） | 3,219人 |  |
| 1990年（平成2年） | 2,867人 |  |
| 1995年（平成7年） | 2,523人 |  |
| 2000年（平成12年） | 2,222人 |  |
| 2005年（平成17年） | 10人    |  |
| 2010年（平成22年） | 1,181人 |  |
| 2015年（平成27年） | 1,002人 |  |
| 2020年（令和2年） | 809人   |  |

2004年の中越地震は離村の契機の一つに過ぎず、高度成長期より急激な流出が始まっていた。1980年の調査における高齢化率（65歳以上の高齢者が占める割合)が17.1 %であったのに対し、2015年の調査では48.7 %と、現在の長岡市域で最も高い数値を示している。

## 行政

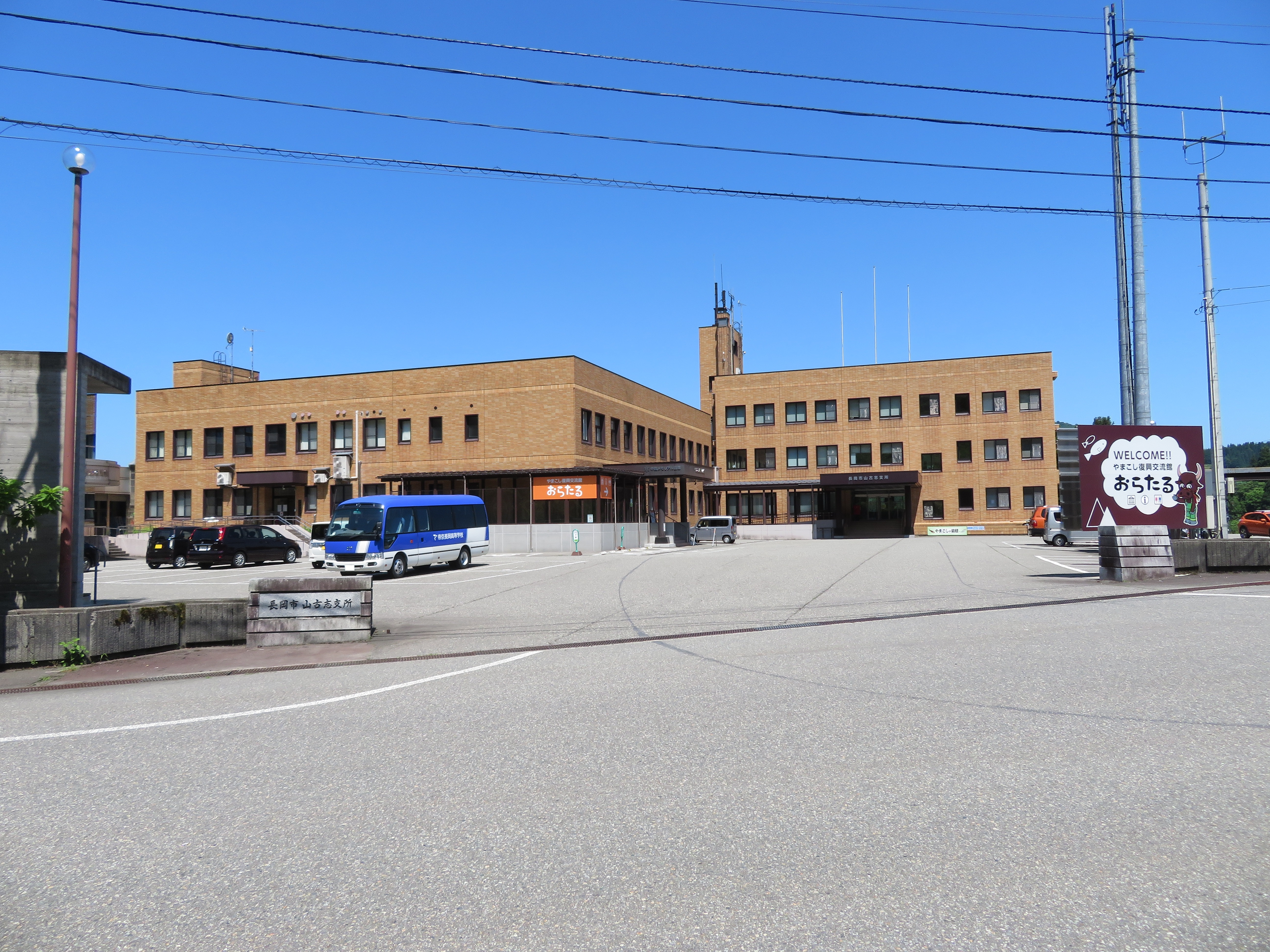
旧村役場庁舎（長岡市山古志支所）

### 村長
- 佐藤 久（1964年3月31日 - 1980年3月30日）[21]、1990年7月27日逝去）[22]
- 酒井省吾（1980年3月31日 - 2000年3月30日） [23]
- 長島忠美（2000年3月31日 - 2005年3月31日、自由民主党衆議院議員、2017年8月18日逝去）

## 経済

### 産業
棚田による稲作のほか、養鯉が盛ん。1960年代までは稲作の副業としての水田養鯉が主であったが、その後は養鯉の専業化が進み、養鯉池が増加した。
肉牛の生産も行われている。

## 教育
長岡市編入時、村域内には小学校と中学校が各1校所在し、山古志竹沢に両校を併設した校舎が設けられていた。
- 山古志村立山古志小学校
- 山古志村立山古志中学校
- 新潟県立長岡農業高等学校山古志分校（2004年から募集を停止）

廃校については小学校の廃校一覧、中学校の廃校一覧を参照。

## 交通

### 公共交通

#### 鉄道
地域内には鉄道路線が経由する箇所は無い。最寄り駅は長岡駅、宮内駅、小千谷駅、越後川口駅、越後広瀬駅など。いずれもコミュニティバスと路線バスの乗り継ぎ、タクシーもしくは自家用車でのアクセスとなる。

#### 路線バス
越後交通と同社の地域子会社である越後柏崎観光バスの2社が長岡市や小千谷市方面とを結ぶ路線を計4路線運行していたが、前述の中越地震の影響で、村域内を運行する路線バスは全便が運休・減便処置となり、合併後の2007年12月に廃止となり、その後コミュニティバス「クローバーバス」の運行が開始された。
小出駅・越後広瀬駅方面の路線が運行されていた時期もあった。

### 道路
村域内には高速道路が経由する箇所は無い。最寄りのインターチェンジは関越自動車道の小千谷ICとなる。
現在も国道352号など未成区間が残存している道路や、一部県道には冬季間全面通行止となる区間がある。
中越地震では村域内の多くの幹線道路が寸断され、復旧は合併後に持ち込された。
- 一般国道
  - 国道291号
  - 国道352号

- 県道（主要地方道、一般県道）
  - 主要地方道
    - 新潟県道23号柏崎高浜堀之内線
    - 新潟県道24号栃尾山古志線

  - 一般県道
    - 新潟県道474号竹沢塩谷線
    - 新潟県道514号水沢新田種苧原線
    - 新潟県道515号濁沢種苧原線
    - 新潟県道551号虫亀南荷頃線
    - 新潟県道563号南平小平尾線

## 名所・旧跡・観光スポット・祭事・催事

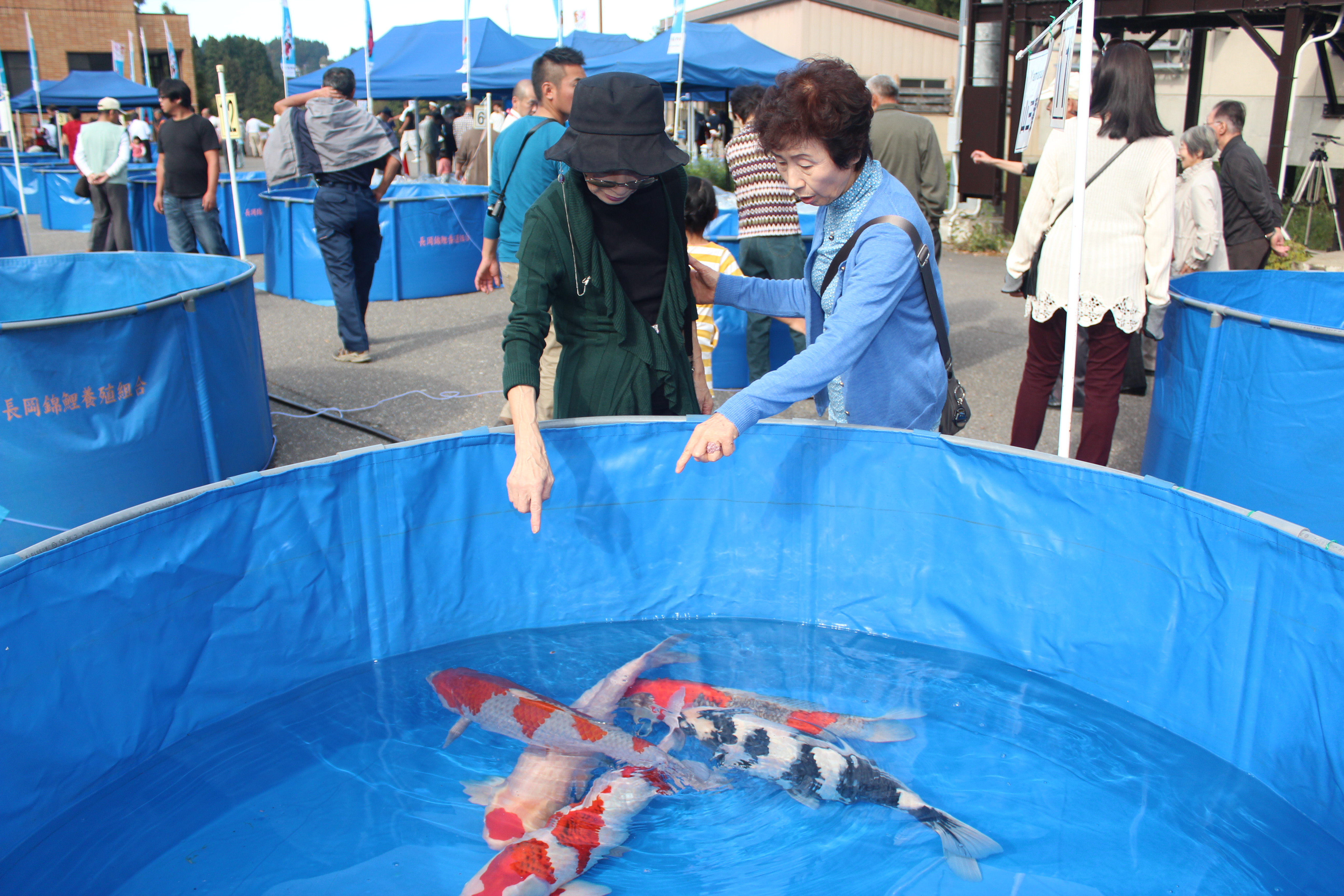
錦鯉の品評会

- 牛の角突きの習俗（国の重要無形民俗文化財）[26]
- 錦鯉（発祥の地）
- 棚田・棚池
- 古志高原スキー場 - 1989年12月オープン[27]。当初は第三セクター「古志高原リフト」による運営だったが、2001年度に同社は解散となり村直営（教育委員会による運営）に切り替わった[28]。
- 四季の里古志
- 民俗資料館
- 種苧原温泉
- あまやち会館 - 1993年10月オープン[29]。
- 中山隧道（手掘りでは日本一長い）2006年土木学会選奨土木遺産

## 出身有名人
- 長島忠美 元村長（前述）・元衆議院議員、故人
- 田中トシオ 理容師・作詞家・詩人

## 映画
- 『鯉のいる村』（1971年）山古志村を舞台に鯉の養殖に熱中する幼い少年の姿を描いた児童映画。『ハチ公物語』の神山征二郎監督デビュー作。
- 『マリと子犬の物語』（2007年）新潟県中越地震のときに実際にこの村であったエピソードを元にした作品。
- 『掘るまいか』(2003年）山古志小松倉と魚沼市水沢新田の間にある手掘り中山隧道完成までの記録映画。
- 『1000年の山古志』（2006年）2004年に大地震に見舞われた新潟県山古志村を震災の翌月から撮影し、崩壊と再生の約4年間を追ったドキュメンタリー。
- 『この空の花 長岡花火物語』（2012年）映画の主な舞台は長岡だが山古志村についてのシーンも描かれている。

## ドキュメンタリー
- 新日本紀行「闘牛と老人〜新潟県山古志村〜」（1976年10月25日、NHK）[26]